# Кір'ят-Арба
Кір'ят-Арба (івр. קִרְיַת־אַרְבַּע) — міське ізраїльське поселення на околиці Хеврона, на півдні Західного берега річки Йордан. Заснований у 1968 році. На початку 2020 року його населення становило 7326 осіб. Міжнародне співтовариство вважає ізраїльські поселення незаконними згідно з міжнародним правом, але ізраїльський уряд заперечує це.